# Cases de les Ànimes
La Cases de les Ànimes és una obra de Sant Vicenç de Montalt (Maresme) inclosa a l'Inventari del Patrimoni Arquitectònic de Catalunya.

## Descripció
Edificacions originals del sector, situada junt a la carretera nacional, destaca entre la resta dels edificis de nova tipologia arquitectònica, més recents. Es tracten de cases amb planta baixa i pis. Estan cobertes a dues aigües i, de remarcable a la façana té unes finestres molt petites.

## Història
El barri de les Ànimes és l'exemple típic de les barriades marítimes que al segle xviii es formaren paral·lelament als pobles de "dalt", protegits fins aleshores de la pirateria. Aquest petit barri no prosperà per la seva proximitat al nucli urbà de Caldes d'Estrac.